# غارا

العبارة المكتوبة على جبين غارا وهي بمعنى الحب

غارا (باليابانية: 我愛羅، بالروماجي: Gaara) هو شخصية من شخصيات ناروتو كان أول ظهور له في الحلقة 26 عندما أتى مع أخويه كانكورو وتيماري لاختبار التشونين من قرية الرمل، يلقب بغارا من الصحراء.
غارا هو ابن شبح الرياح الرابع، وهو يملك وحشاً كالذي عند ناروتو لذلك وجد نفسه منبوذاً من القرويين لكن بعدما حصل على الأصدقاء تغير غارا كليا وتخلص من الوحش الذي في داخله.

غارا يحمل معه جرة يكون بها رماله الخاصة بالقتال

يملك غارا موهبة السيطرة على الرمال وتحريكها عن بعد، يستخدمها كسلاح فتاك عند الحاجة، يحمل على ظهره دائما جرة مليئة بالرمال المعالجة بالتشاكرا ويستخدمها كدرع ضد جميع الهجمات.
منذ ولادته كان غارا مشروعا تنفذه قرية الرمل - برعاية والده الكازيكاغي الرابع - لامتلاك سلاح قوي يتيح لها التفوق في حروبها ضد القرى المخفية الأخرى وذلك عن طريق وحش ذو قوة خارقة يتم ختمه بداخل جسد غارا، ذلك الوحش هو الشيكاكو (ذو الذيل الواحد).
ماتت أمه وهو رضيع، تولت خالته تربيته إلى أن قرر أبيه أن وجود غارا خطر على القرية بأكثر مما يفيدها فأمر بقتله، وتولت تنفيذ هذا الأمر خالته نفسها! إلا أن الرمال التي تحمى جسده دائما أنقذته من محاولة القتل، ولذهول غارا الطفل الساذج حاول إقناع نفسه أن خالته التي كانت تظهر له العطف والمودة مجبرة على طاعة الأوامر مخالفة لحبها له، إلا أنها تمنت له الموت ثم فجرت نفسها كمحاولة أخيرة لقتله، ومرة أخرى أنقذته الرمال.
صار غارا بعد ذلك وحشا متجبرا بلا أصدقاء يخشاه الجميع. لكن أخويه تمنيا له التغيير، وجاءت الفرصة عندما واجه ناروتو الذي أقنعه أن سر القوة الحقيقية هو حب قريته وسعيه الدائم لحماية أهلها.
نجح غارا في تغيير موقفه من أهل قريته، وزادت شعبيته حتى أصبح زعيم قرية الرمال في سن صغير نسبيا.
اختطفته منظمة الأكاتسكي سعيا وراء الوحش الكامن بداخله فأنقذه فريق من قرية الورق بمعاونة الجدة تشيو أحد حكماء قرية الرمال التي ضحت بحياتها لإنقاذه. ولكنهم جاؤوا متأخرين فقد تمكنت الأكاتسكي من استخلاص قوة الوحش من جسد غارا.

## التقنيات القتالية

إحدى تقنيات جارا

- درع الرمال.
- تابوت الصحراء.
- جنازة الصحراء.
- جنازة صحراء الإمبراطورية.
- نسخة الرمال.
- رذاذ الرمال.
- درع الرمال.
- العين الثالثة.
- اختلاق تقنية النوم.
- الرمال المتحركة في أسلوب رمال.
- دفاع المطلق الأخير درع شوكاكو.